# Shigaraki-yaki

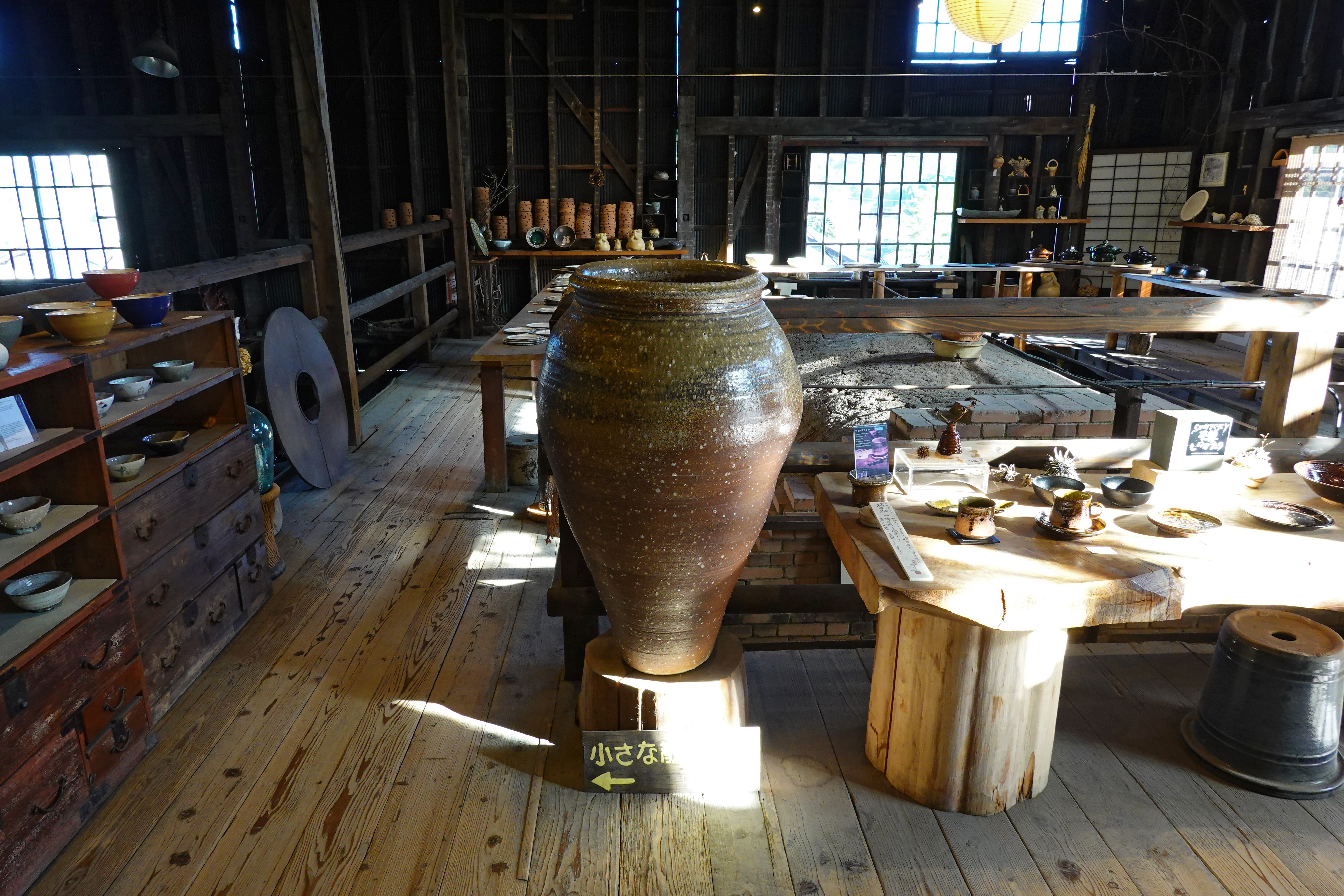
Grès moderne Shigaraki sur four Tanikan à Shigaraki

Le Shigaraki-yaki (信楽焼, Shigaraki yaki) est un style de céramique japonaise produit à Shigaraki, au Japon, dans la préfecture de Shiga. Connu comme étant l'un des plus célèbres du Japon, le style Shigaraki fait partie des Six Anciens Fours, avec notamment les styles Seto et Bizen, datant du Moyen Âge.

## Histoire

### Origines
La légende fait remonter la création du style Shigaraki à l'empereur Shomu, qui serait à l'origine des fours à céramique de la ville de Shigaraki, en 742, au VIIIe siècle. En effet, il aurait eu besoin de nombreux fours afin de produire des tuiles pour le toit de son palais.
Le Japon devait faire face alors à un effondrement complet après l'époque de Heian. C'est pourquoi il a fallu produire rapidement des céramiques bon marché, tout en ne dépendant plus de l'importation de céramique chinoise. On suppose que ce sont des potiers de style Bizen, installés à Shiragaki, qui ont en réalité fondé ces fours en raison d'une forte demande locale.

### Développement

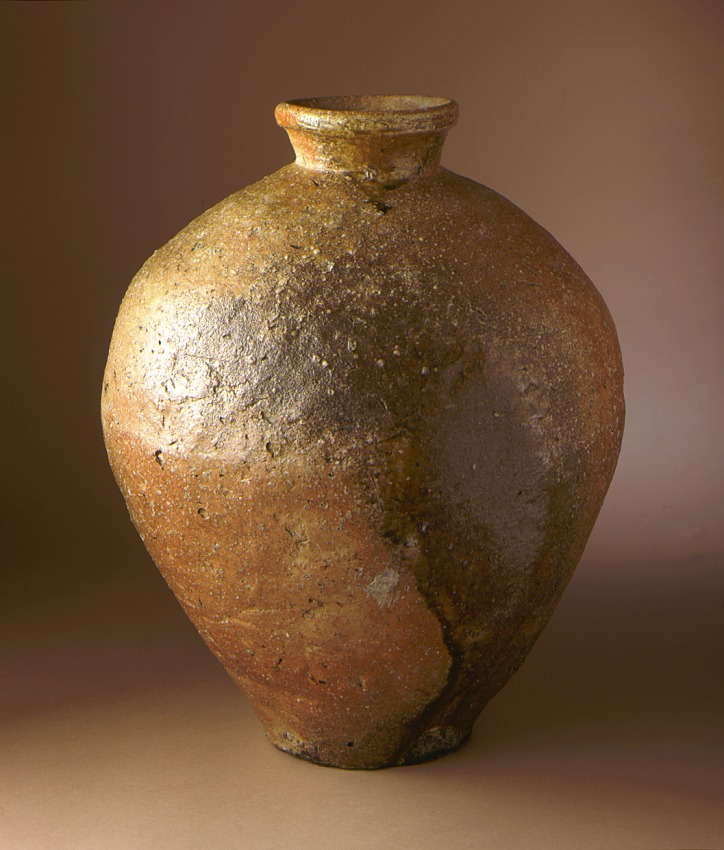
Céramique de l'époque de Muromachi, Japon, XVe siècle, musée d'Art du comté de Los Angeles.

La ville de Shigaraki était formée de dix-huit communautés indépendantes, organisées chacune en entreprise privée, le long de la rivière Daido dans la vallée à l'extrémité la plus au sud de la préfecture de Shiga. Trois des premiers sites actuels de fours remontent à 1278. Ces communautés étaient Kamagatani, Matsuo à Nagano et Goinoki à Koyama.
À partir de 1520, après la déclaration de Jukō sur les principes de la cérémonie du thé, d'autres maîtres du thé ont commencé à commander la production de certains styles d'objets en céramique pour les cérémonies. Takeno Jōō a été attiré par la vaisselle Shigaraki à cette époque et en a commandé des articles selon ses conceptions artistiques. Ainsi cette vaisselle est faite avec des émaux rouges qui se sont transformés en émaux verts et bruns à la cuisson. À la fin du XVIe siècle, le maître du thé Rikyū a également patronné des productions de style Shigaraki. Ces marchandises ont été faites avec une faïence grise qui imite les marchandises coréennes. La famille Todo, arrivée au pouvoir en 1635, employa un autre maître du thé, le daimyo, Kobori Enshū.
Jusqu'au milieu de l'époque de Kamakura (1185-1333), les fours ne produisaient majoritairement que de la vaisselle telles que des cruches à eau, ou bien des assiettes. Mais, avec l'époque Azuchi Momoyama (1573-1603) et son développement de la cérémonie du thé, la demande d'ustensiles à thé est augmentée brusquement. Répondant aux principes artistiques et culturelles wabi et sabi, le style se développe particulièrement durant l'époque d'Edo (1603-1868) où des bouteilles de saké et de pots en terre cuite sont nouvellement produits.

### Période contemporaine
Entre les années Taishō (1912-1926) et peu de temps avant la Seconde Guerre mondiale, la céramique Shigaraki hibachi était le type le plus populaire dans les ménages. En fait, les articles Shigaraki représentaient 80 % de tous les pots hibachi vendus dans le pays. En 1976, la céramique Shigaraki a été désignée comme artisanat traditionnel national et la cité de Shigaraki est communément appelée « Shigaraki, la ville de la poterie ».
Un festival durant le mois d'octobre de chaque année fête cette céramique durant trois jours, et c'est un argument touristique de premier plan pour la ville de Shigaraki. Le musée Miho est celui qui possède le plus de collections en Shigaraki.

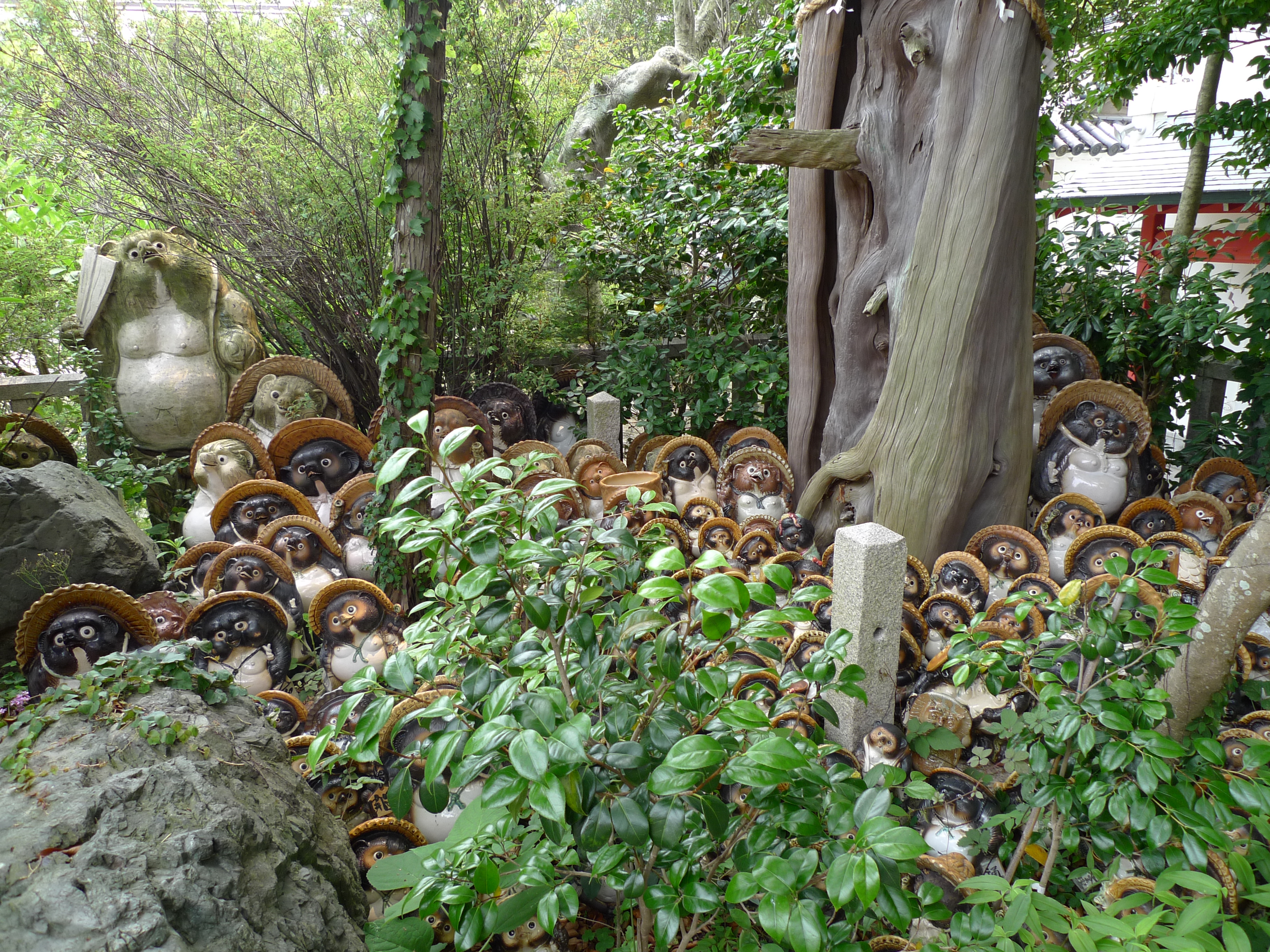
Tanuki dans le parc du village des potiers de Shigaraki.

Les activités liées à la céramique Shigaraki servent également aujourd'hui à la réinsertion professionnelle et sociale de malades et d'handicapés mentaux. Ceux-ci réalisent notamment de la céramique pour le parc de Shigaraki, parc où l'on trouve de nombreuses céramiques différentes de Shigaraki, notamment les tanaki, mais aussi pour le village des potiers de la ville.
Le plus célèbre potier des XXe et XXIe siècles, de ce style, est Ogawa Kenzo, dont les poteries et céramiques sont les plus vendues.

## Variétés

### Variétés contemporaines

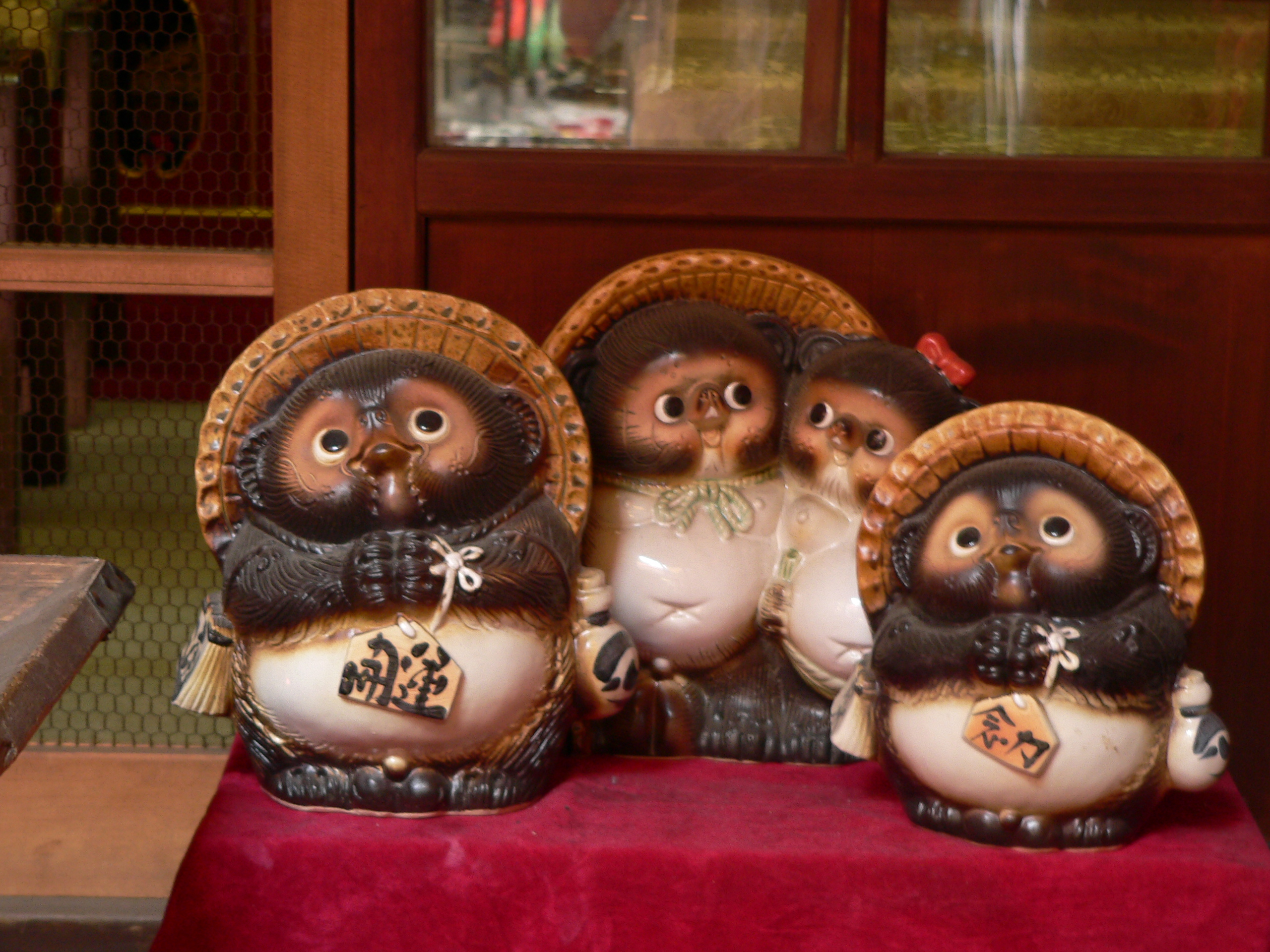
Tanuki (chien viverrin) de Shigaraki.

La texture terreuse unique et originale des objets de style Shigaraki est appréciée au Japon. C'est pourquoi il existe une grande variété d'objets différents disponibles : vases, vaisselle, casseroles, etc. Il existe également des statues de tanuki qui sont devenues si populaires qu'elles sont synonymes de céramique Shigaraki.

### Styles historiques

#### Shigarakide Jōō
La céramique Shigaraki de Jōō (紹鴎 の 信楽, Jōō no Shigaraki) est une variété de céramique du style Shigaraki dont le nom provient de Takeno Jōō, maître de cérémonie du thé japonaise. Elle est célèbre pour son côté bruni et solide et fait partie des collections anciennes les plus prisées.

#### Shigarakide Rikyū
La céramique Shigaraki de Rikyū (利休 の 信楽, Rikyū no Shigaraki) est une variété de style Shigaraki dont le nom provient de Sen no Rikyū, maître de cérémonie du thé japonaise. Elle est caractérisée par une volonté de produire des céramiques simples, robustes, et surtout locales, en réaction de l'importation massive d'ustensiles à thé de céramique chinoise. Ses motifs sont des fleurs, des poissons, etc., dessinés de façon simplifiée, voire grossière. Les couleurs vives sont mises de côté.

#### Shigarakid'Enshū
La céramique Shigaraki d'Enshū (政 の 信楽, Masakazu no Shigaraki) est une variété de style Shigaraki dont le nom provient de Kobori Enshū, maître de cérémonie du thé japonaise. La céramique de ce style répond aux critères de beauté artistique de Kobori Enshū. C'est pourquoi les ustensiles à thé sont la majorité de cette production. Elle est caractérisée par la présence de calligraphie et par la présence de motifs guerriers.

## Production

### Matériaux

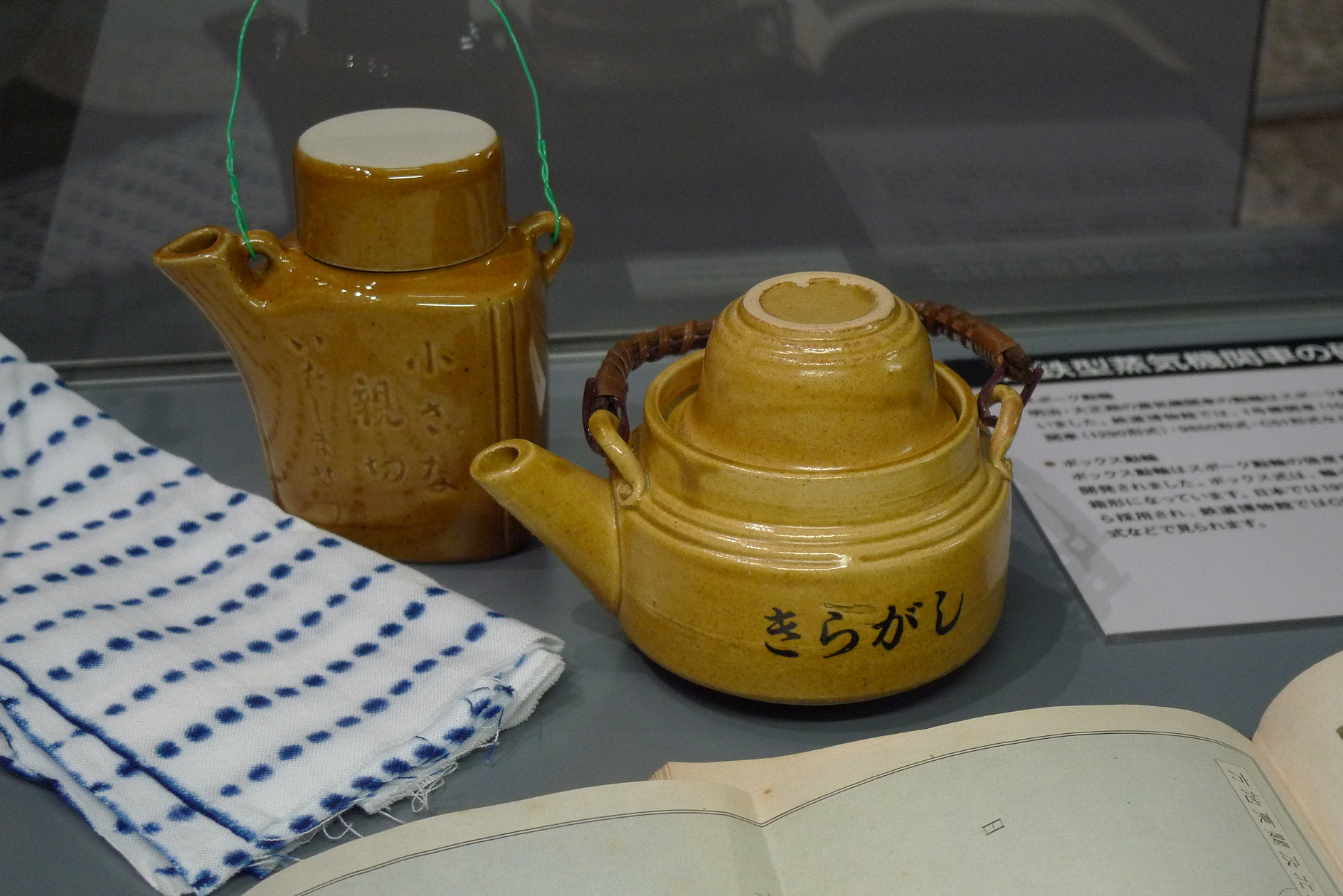
Service à thé de style Shigaraki.

L'argile utilisée pour le style Shigaraki est originaire d'une ancienne couche qui s'est accumulée au fond du lac Biwa, situé au nord de Kyoto. Formée il y a environ quatre millions d'années, cette argile est fortement résistante au feu. C'est pourquoi la texture des objets Shigaraki est rustique et souvent d'une couleur brune. L'argile extraite est mélangée à d'autres matériaux qui dépendent des savoir-faire des différents potiers pour devenir une argile malléable. Selon le type de poterie en cours de fabrication ainsi que les matériaux utilisés, l'argile peut nécessiter plus de temps dans le pétrin.

### Dessin et peinture
Une fois les formes acquises, les potiers dessinent ensuite à même l'argile en utilisant la technique de marquage. Des motifs décoratifs sont alors appliqués. Les modèles habituels sont le matsukawa et des inka (petites fleurs). Dans certains cas, l'artisan peint la décoration à la main. Dans la peinture de glaçure, la décoration est appliquée à l'aide de sable de fer ou d'oxyde de cobalt impur.

### Vitrage et cuisson

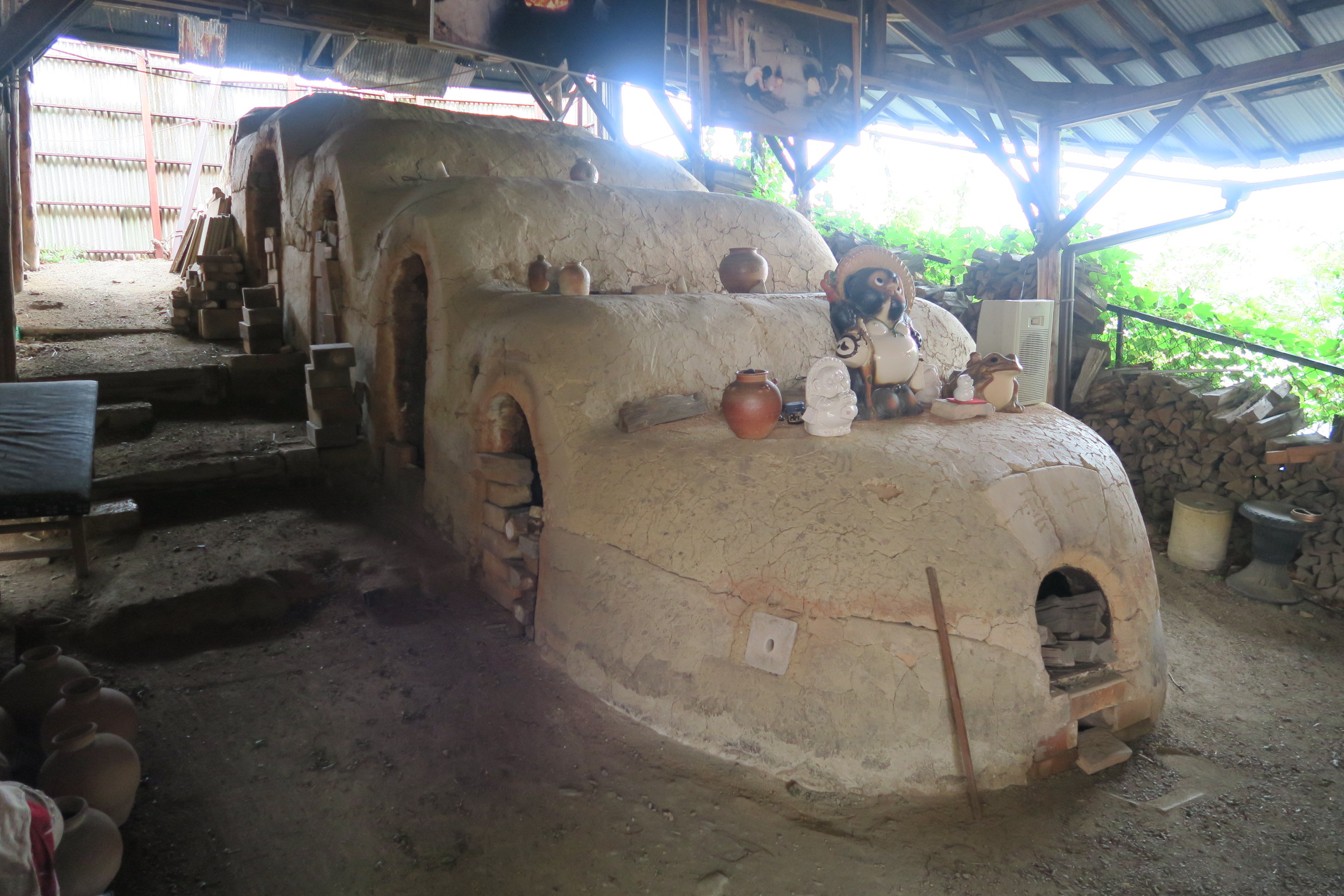
Four à bois Shigaraki, Sawazen, Shigaraki, préfecture de Shiga, Japon.

Après une cuisson à basse température, la céramique est glacée. Le feldspath, le calcaire, la silice et l'oxyde de fer sont des matériaux qui sont ensuite appliqués après avoir été mélangés, à l'aide de pistolets à air, de brosses ou de louche. Ce vitrage prend un aspect vif qui change selon chaque potier. Ce changement est dû au fait que l'émail fond. Lorsque l'émail est trop épais, il ne fond pas même lorsqu'il est cuit ou rétrécit, ne prenant ainsi pas de coloration. De la même manière, lorsqu'elle est trop fine, la couleur est consommée par l'argile brute et la couleur sous-jacente est exposée telle quelle, détruisant ainsi l'étape de vitrage. Le vitrage est donc une étape qui demande beaucoup d'expériences et de savoir-faire.

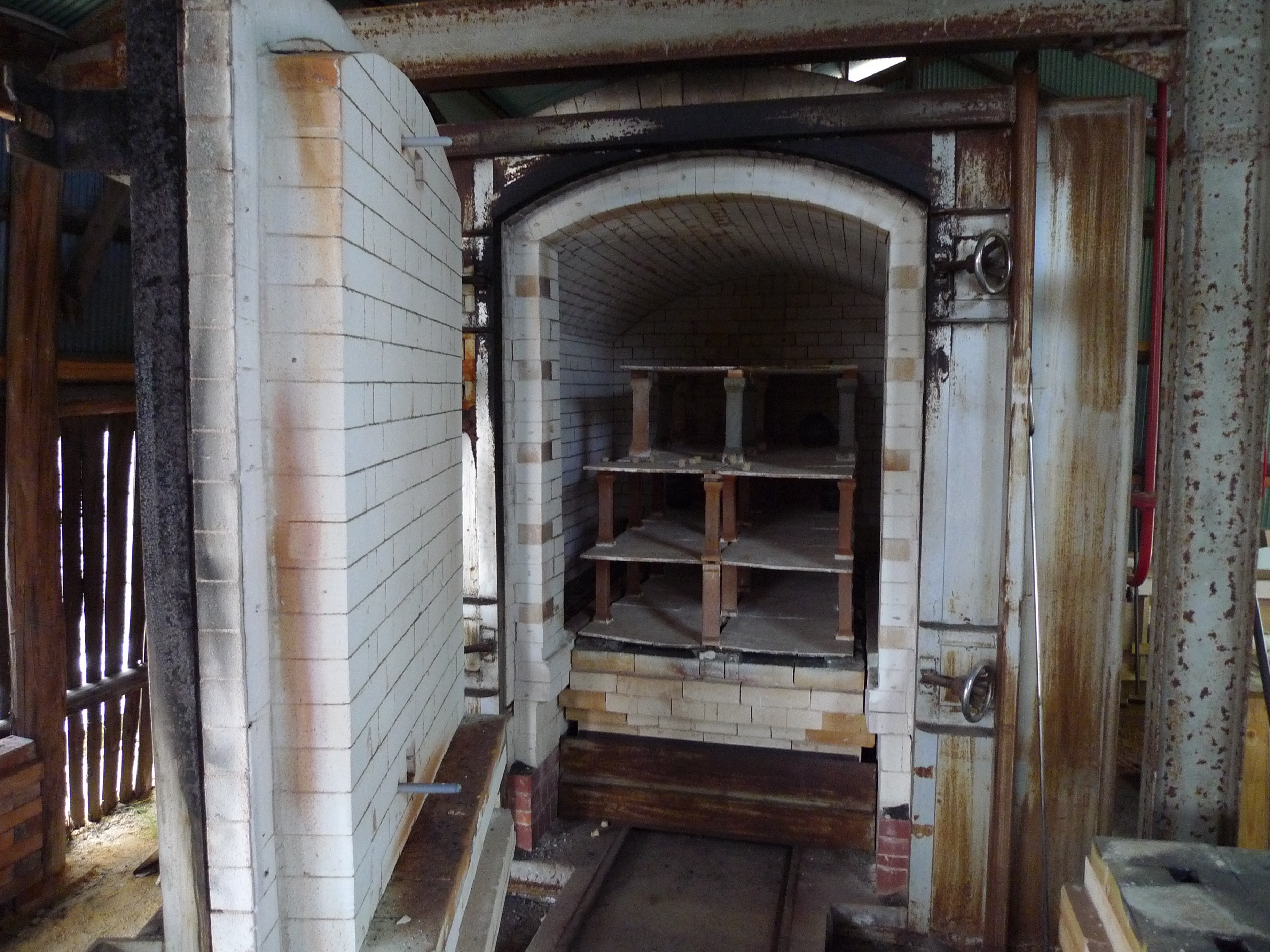
Four à gaz Shigaraki, Koka, Préfecture de Shiga, Japon.

La cuisson finale est ensuite réalisée dans des fours à bois qui sont nommés anagama (あながま) ou noborigama (のぼりがま) selon leur modèle. Ces cuissons s'accompagnent parfois, en raison de l'effet du bois, de taches de cuisson rougeâtres sur les céramiques, nommé hiiro (ひいろ). Quand ces effets du bois sont maîtrisés, les potiers peuvent créer des couleurs biidiro (びいどろ) cendre naturel vert foncé, ou koge (こげ) noir brûlé. Mais aujourd'hui des potiers utilisent des fours à gaz ou électriques afin d'une obtenir une chaleur très stable.
Les objets dans les four sont cuits à une température élevée de 1 200 °C. La qualité de la céramique finale dépend de l'environnement (température, humidité, etc.) et la qualité ne peut donc être déterminée qu'à la fin de la cuisson générale. Les pièces sont chargées et cuites pendant plus de vingt-quatre heures. Les potiers ensuite déchargent les objets (ils ouvrent les portes des fours). La température est d'alors d'environ 200 °C. Les potiers sortent alors les objets encore très chauds. Le dessus et la base de chaque pièce sont ensuite polis à nouveau pour finaliser la production des objets.